# Victor Margueritte

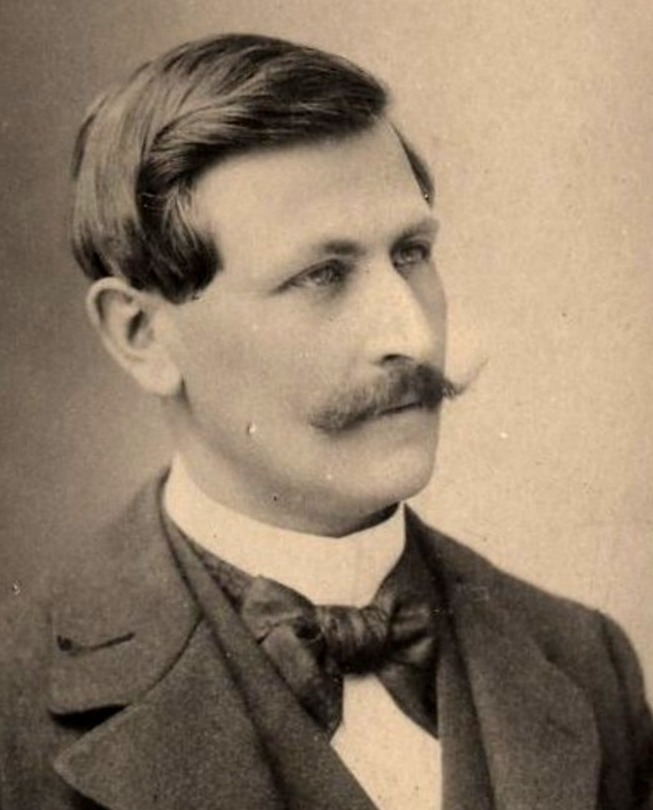
Victor Margueritte um 1900

Victor Margueritte (* 1. Dezember 1866 in Blida, Algerien; † 23. März 1942 in Monestier, Département Allier, Frankreich) war ein französischer Schriftsteller.

## Leben und Werk
Victor Marguerittes Vater war der General Jean-Auguste Margueritte (1823–1870), sein Bruder der Schriftsteller Paul Margueritte (1860–1918), mit dem Victor Margueritte eng zusammenarbeitete. Er schrieb verschiedene Theater-„Charaden“ und schuf mit seinem Bruder die Pantomime La peur.
Victor Margueritte setzte sich seit der Jahrhundertwende für die sozialen und politischen Ziele der feministischen Bewegung ein. Mit seinem Roman La Garçonne, erschienen 1922 bei Flammarion, schuf er eine Titelheldin, die zum epocheprägenden Symbol weiblicher Emanzipation und sexueller Befreiung der Zwanziger Jahre wurde. Er stellt den ersten Teil einer Trilogie unter dem Titel La Femme en chemin dar. Das Buch wurde als derart schockierend empfunden, dass Margueritte aus der Légion d’honneur entlassen wurde. Die Ligue des Pères de familles nombreuses (dt. Liga von Vätern großer Familien) strengte eine Klage gegen ihn an. Auch die sogenannten Natalisten brachte Margueritte gegen sich auf. Sie beschworen eine „nationale Gefahr“ durch die angebliche „Sterilität“ der Garçonne herauf.
Kurz nach dem Erscheinen des Romans realisierte der belgische Regisseur Arman Du Plessy (1883–1924) eine Verfilmung, die von der Zensur sofort verboten wurde. La Garçonne wurde in zwölf Sprachen übersetzt und war einer der größten Bucherfolge in der Zwischenkriegszeit; 1927 hatten die verkauften Exemplare eine Million überschritten. In der Presse wurde der Roman von den zeitgenössischen Intellektuellen besprochen. Paul Colin schrieb 1923 in Europe, einer der führenden Literaturzeitschriften jener Zeit, La Garçonne sei ein literarisches Nachkriegsereignis. Feministische Autorinnen wie die Kommunistin Louise Bodin (1877–1929) oder die libertaire Madeleine Vernet (1878–1949) reagierten kritisch auf das neue Frauenbild. Sie sahen in der Aussage des Romans vor allem eine Einladung an Männer. 1926 arbeitete Margueritte seinen Roman für das Theater um. Das Stück wurde am 6. Juli im Théâtre de Paris uraufgeführt. Es folgten Verfilmungen in den Jahren 1936 und 1957.